# Лазаревский район
Ла́заревский райо́н — один из четырёх внутригородских районов города Сочи, расположенного в Краснодарском крае России.

## География

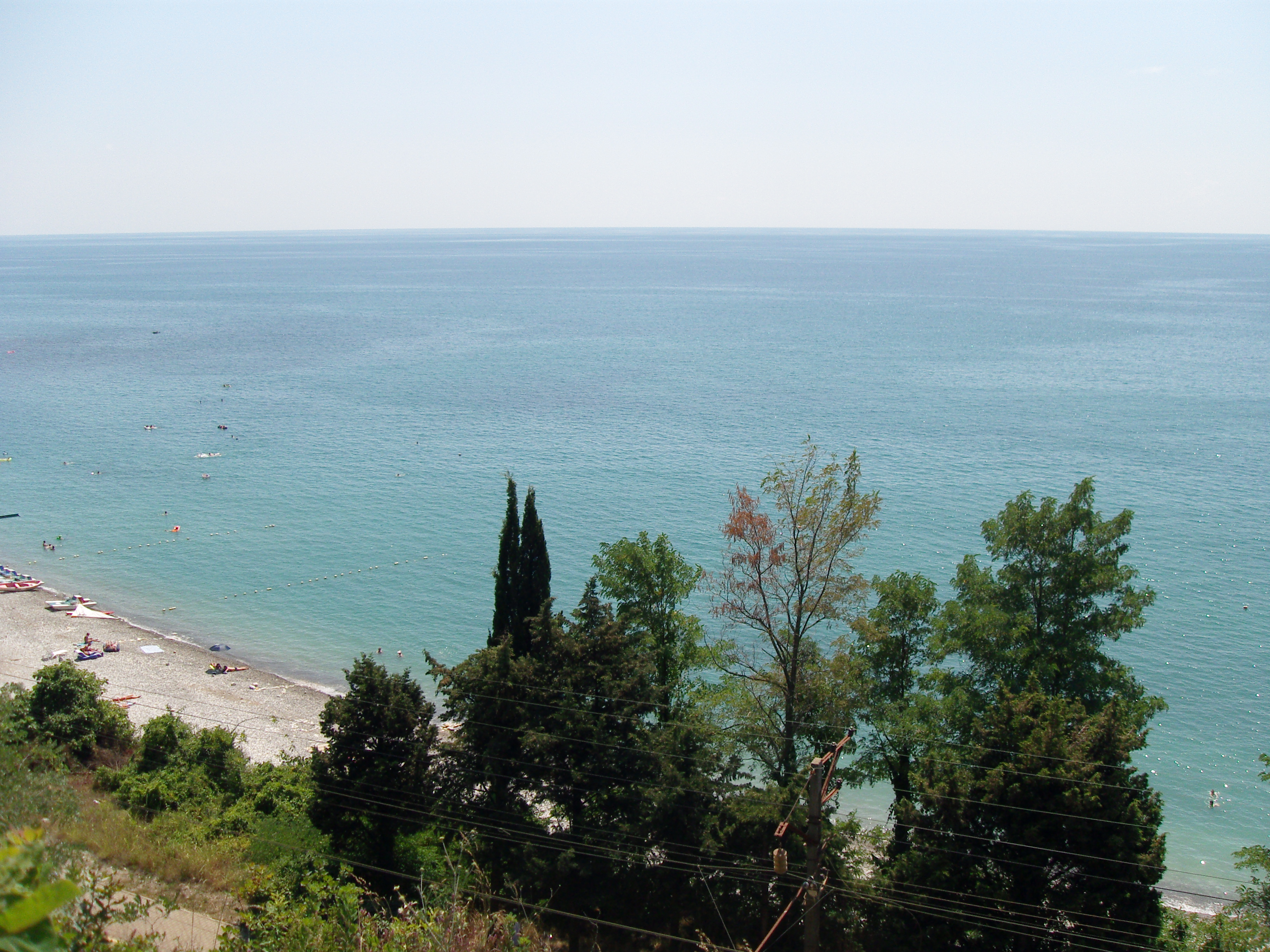
Побережье Чёрного моря в Лазаревском районе

Лазаревский район расположен вдоль побережья Чёрного моря, в западной части Большого Сочи. Граничит с землями Центрального и Хостинского районов города на востоке, а также с муниципальными образованиями — Туапсинский район на западе, Апшеронский район на севере и с республикой Адыгея на северо-востоке. Западная граница района проходит по водоразделу рек Шепси и Шуюк, северная по гребню Главного Кавказского хребта, восточная по Мамайскому перевалу и южная граница проходит вдоль побережья Чёрного моря.
Площадь Лазаревского района в пределах городской черты г. Сочи составляет 31,57 км², с подчинёнными ему поселковым и сельскими округами — 1744 км². Крупнейший по территории район г. Сочи.
По зональному районированию территория района с юга на север делится на 2 зоны: прибрежную и горную. Практическая вся территория района находится в горной зоне, прибрежная зона тянется узкой полосой вдоль побережья моря. Протяжённость морского побережья района составляет — 105 км. Высшей точкой на территории района является гора Аутль (1855,7 м), в 18 км к западу от горы Фишт. У границы с Адыгеей находится озеро Хуко, при котором на территории Адыгеи расположена гора Хуко (1901,8 м).
Гидрографическая сеть на территории района представлена густо. С южного склона Главного Кавказского хребта и других локальных массивов стекают многочисленные горные реки, ручьи и родниковые воды, увеличивающиеся в несколько раз во время дождя. Крупнейшей рекой района является река Шахе. Также к значимым рекам на территории района относятся — Шуюк, Макопсе, Аше, Куапсе, Псезуапсе, Цуквадже, Чухукт, Чемитоквадже, Хаджипсе, Буу, Хобза, Дагомыс и др.
Климат на территории района влажный субтропический. Среднегодовая температура воздуха составляет около 14°С, среднегодовое количество осадков составляет около 1250 мм. Наибольшее количество осадков выпадает у побрежья в зимний период. При удалении от побережья и подъёме в горы, постепенно падает среднегодовое количество осадков, что сильно отличает южный склон Главного Кавказского хребта от северного, где наоборот при подъёме в горы увеличивается количество выпадаемого осадка в год.

## История
- Датой основания современного микрорайона Лазаревское можно считать 1839 год, когда здесь флот во главе с адмиралом М. П. Лазаревым построил военный форт[6]. Самому форту было присвоено название в честь адмирала Михаила Петровича Лазарева.
- 16 января 1934 года село Лазаревское было передано из Туапсинского района в состав Шапсугского национального района Азово-Черноморского края. В том же году Лазаревское был избран административным центром района.
- 25 мая 1945 года Шапсугский район был переименован в Лазаревский район Краснодарского края.
- 10 февраля 1961 года Лазаревский район Краснодарского края был упразднен, курортные прибрежные посёлки Лазаревское, Дагомыс и другие были включены в городскую черту г. Сочи, в связи с чем был образован Лазаревский район города Сочи. В административное подчинение Лазаревскому району Сочи были переданы Красно-Александровский, Кичмайский, Марьинский, Верхне-Лооский, Волковский, Солох-Аульский сельсоветы[7].
- К началу 2020 года Постановлением Законодательного Собрания Краснодарского края от 11 декабря 2019 года из черты города Сочи был выделен отдельный населённый пункт Дагомыс в категории посёлка городского типа[8][9].
- К августу 2021 года согласно новой редакции устава города Сочи от 28 июля 2021 года, из состава Лазаревского района был выведен пгт Дагомыс как самостоятельная административно-территориальная единица города Сочи[10].

## Население
Население района, включая сельские округа, составляет 76 534 чел. (2023), в пределах городской черты — 52 289 чел. (2023), в сельской местности — 24 245 чел. (2023 год).
Район с учётом подчинённых сельских округов (составляющих городской округ города Сочи)
| 2010    | 2012    | 2013    | 2014    | 2015    | 2016    | 2017    | 2018    |
| ------- | ------- | ------- | ------- | ------- | ------- | ------- | ------- |
| 84 149  | ↗87 215 | ↗88 500 | ↗92 662 | ↘90 947 | ↗92 004 | ↗92 853 | ↗94 473 |
| 2019    | 2020    | 2021    | 2023    |         |         |         |         |
| ↗95 815 | ↗96 818 | ↘96 177 | ↘76 534 |         |         |         |         |

Район в пределах городской черты г. Сочи (микрорайонов г. Сочи)
| 1959    | 1970    | 1979    | 1989    | 2002    | 2009    | 2010    | 2012    |
| ------- | ------- | ------- | ------- | ------- | ------- | ------- | ------- |
| 16 158  | ↗41 633 | ↗52 376 | ↗64 006 | ↘63 239 | ↗65 955 | ↘63 894 | ↗67 034 |
| 2013    | 2014    | 2015    | 2016    | 2017    | 2018    | 2019    | 2020    |
| ↗68 336 | ↗72 546 | ↘70 990 | ↗72 012 | ↗72 374 | ↗73 764 | ↗74 737 | ↗75 577 |
| 2021    | 2023    |         |         |         |         |         |         |
| ↘69 792 | ↘52 289 |         |         |         |         |         |         |

В 1959 году Лазаревский район не являлся частью Сочи, а был районом Краснодарского края. Численность его населения составляла 37 389 жителей, в том числе сельское — 21 231 чел., городское — 16 158 чел., из которых пгт (ныне микрорайон) Лазаревское — 8966 чел., пгт (с 1961 до 2019 гг. микрорайон) Дагомыс — 7192 чел..

### Национальный состав
По данным Всероссийской переписи населения 2010 года:
| Народ      | Район, всего | доля, % | в том числе в городской черте (микрорайоны) | доля, % | сельские округа | доля, % |
| ---------- | ------------ | ------- | ------------------------------------------- | ------- | --------------- | ------- |
| русские    | 50 261       | 59,7 %  | 43 133                                      | 67,5 %  | 7 128           | 35,2 %  |
| армяне     | 21 379       | 25,4 %  | 11 429                                      | 17,9 %  | 9 950           | 49,1 %  |
| адыги      | 4 014        | 4,8 %   | 2 095                                       | 3,3 %   | 1 919           | 9,5 %   |
| украинцы   | 1 742        | 2,1 %   | 1 464                                       | 2,3 %   | 278             | 1,4 %   |
| другие     | 3 470        | 4,1 %   | 2 985                                       | 4,7 %   | 485             | 2,4 %   |
| не указали | 3 283        | 3,9 %   | 2 788                                       | 4,4 %   | 495             | 2,4 %   |
| всего      | 84 149       | 100 %   | 63 894                                      | 100 %   | 20 255          | 100 %   |

### Урбанизация
По переписи 2010 года городское население в районе составляло — 63 894 чел. (75,9 %), сельское — 20 255 чел. (24,1 %). Иногда всё население Лазаревского района записывают горожанами.

## Состав района
В состав района входят 26 основных микрорайонов (курортных посёлков). Району также подчинены 6 сельских округов.
С 1961 до 2021 гг. к району относился также Дагомыс, ставший самостоятельной административно-территориальной единицей в 2021 году.

### Микрорайоны
| Атарбеково    |
| Ахинтам       |
| Аше           |
| Вардане       |
| Вишнёвка      |
| Головинка     |
| Голубая Дача  |
| Глубокая Щель |
| Калиновка     |

| Кучук-Дере     |
| Лазаревское    |
| Лоо            |
| Магри          |
| Макопсе        |
| Мирный         |
| Нижняя Беранда |
| Нижняя Хобза   |
| Совет-Квадже   |

| Солоники     |
| Тихоновка    |
| Хатлапе      |
| Чемитоквадже |
| Шаумяновка   |
| Шахе         |
| Шхафит       |
| Якорная Щель |

### Сельские округа
| № | Сельский округ               | Административный центр           | Количество населённых пунктов | Население (чел.) | Карта |
| - | ---------------------------- | -------------------------------- | ----------------------------- | ---------------- | ----- |
| 1 | Верхнелооский сельский округ | микрорайон (посёлок) Лоо г. Сочи | 8                             | ↗8091            |       |
| 2 | Волковский сельский округ    | пгт Дагомыс                      | 11                            | ↗7396            |       |
| 3 | Кировский сельский округ     | аул Тхагапш                      | 4                             | ↗712             |       |
| 4 | Кичмайский сельский округ    | аул Большой Кичмай               | 5                             | ↗1820            |       |
| 5 | Лыготхский сельский округ    | аул Калеж                        | 5                             | ↗1351            |       |
| 6 | Солохаульский сельский округ | село Харциз Первый               | 6                             | ↗885             |       |

### Населённые пункты
Району (через сельские округа) подчинены 39 сельских населённых пунктов:
| №  | Населённый пункт      | Тип нп | Население | Сельский округ               |
| -- | --------------------- | ------ | --------- | ---------------------------- |
| 1  | Алексеевское          | село   | ↗405      | Кировский сельский округ     |
| 2  | Альтмец               | село   | ↘197      | Волковский сельский округ    |
| 3  | Барановка             | село   | ↗996      | Волковский сельский округ    |
| 4  | Беранда               | село   | ↗450      | Верхнелооский сельский округ |
| 5  | Бзогу                 | село   | ↗12       | Солохаульский сельский округ |
| 6  | Большой Кичмай        | аул    | ↗724      | Кичмайский сельский округ    |
| 7  | Варваровка            | село   | ↗281      | Волковский сельский округ    |
| 8  | Васильевка            | село   | ↗444      | Волковский сельский округ    |
| 9  | Верхнеармянская Хобза | село   | ↗570      | Верхнелооский сельский округ |
| 10 | Верхнеармянское Лоо   | село   | ↗639      | Верхнелооский сельский округ |
| 11 | Верхнее Буу           | село   | ↗908      | Верхнелооский сельский округ |
| 12 | Верхнее Учдере        | село   | ↘184      | Волковский сельский округ    |
| 13 | Верхнерусское Лоо     | село   | ↗24       | Солохаульский сельский округ |
| 14 | Верхнеякорная Щель    | село   | ↗260      | Верхнелооский сельский округ |
| 15 | Волковка              | село   | ↗3117     | Волковский сельский округ    |
| 16 | Волконка              | село   | ↗467      | Кичмайский сельский округ    |
| 17 | Горное Лоо            | село   | ↘3018     | Верхнелооский сельский округ |
| 18 | Детляжка              | село   | ↗517      | Верхнелооский сельский округ |
| 19 | Зубова Щель           | село   | ↘253      | Кичмайский сельский округ    |
| 20 | Калеж                 | аул    | ↘393      | Лыготхский сельский округ    |
| 21 | Каткова Щель          | село   | ↗171      | Кичмайский сельский округ    |
| 22 | Лыготх                | аул    | →43       | Лыготхский сельский округ    |
| 23 | Малый Кичмай          | аул    | ↘205      | Кичмайский сельский округ    |
| 24 | Мамедова Щель         | село   | ↗256      | Лыготхский сельский округ    |
| 25 | Марьино               | село   | ↗117      | Кировский сельский округ     |
| 26 | Наджиго               | аул    | ↘141      | Лыготхский сельский округ    |
| 27 | Нижнее Учдере         | село   | ↗1425     | Верхнелооский сельский округ |
| 28 | Ордынка               | село   | ↗405      | Волковский сельский округ    |
| 29 | Отрадное              | село   | →131      | Солохаульский сельский округ |
| 30 | Разбитый Котел        | село   | ↗539      | Волковский сельский округ    |
| 31 | Сергей-Поле           | село   | ↗1923     | Волковский сельский округ    |
| 32 | Солохаул              | село   | ↗214      | Солохаульский сельский округ |
| 33 | Татьяновка            | село   | ↘23       | Кировский сельский округ     |
| 34 | Третья Рота           | село   | ↘76       | Волковский сельский округ    |
| 35 | Тхагапш               | аул    | ↗167      | Кировский сельский округ     |
| 36 | Хаджико               | аул    | ↗518      | Лыготхский сельский округ    |
| 37 | Харциз Второй         | село   | →156      | Солохаульский сельский округ |
| 38 | Харциз Первый         | село   | ↘348      | Солохаульский сельский округ |
| 39 | Четвёртая Рота        | село   | →0        | Волковский сельский округ    |

## Местное самоуправление
Администрация Лазаревского района — микрорайон Лазаревское, ул. Глинки № 4.
- Глава администрации внутригородского района —  Ермолаев Максим Викторович.

В сельских округах также имеются свои окружные центры. Единственным исключением является Волковский сельский округ, чей окружной центр расположен в посёлке Дагомыс, который не входит в состав сельского округа.

## Экономика
Основу экономики Лазаревского района Сочи составляет курортная индустрия. Практически всё побережье района застроено санаториями, пансионатами, мини-гостиницами и т. д. Всего на территории района действуют более 300 гостиниц и пансионатов. Также в курортный сезон многие жители района сдают свои дома и квартиры отдыхающим.
Из объектов промышленности на территории района действуют три крупных промышленных предприятия, каждое из которых относится к пищевой отрасли. Это ТОО «Дагомысская чайная фабрика», ОАО «Дагомыстабак», ОАО «Лазаревский хлебозавод». Также в Лазаревском районе действует два сельскохозяйственных предприятия: ООО «Верлиока», АОЗТ «Дагомысчай».
В сельском хозяйстве большое распространение получило садоводство. В горных районах разбиты большое количество фруктовых садов и виноградников. Также в верховьях рек сохранились заросшие со времён Кавказской войны — Старые Черкесские сады.

## Города-побратимы и города-партнеры
- Азов, Россия (с 2008)